# Mark Hoban
Mark Gerard Hoban (né le 31 mars 1964) est un homme politique du Parti conservateur britannique et un ancien ministre d'État au Travail et aux Pensions.

## Jeunesse
Hoban est né à Peterlee et fait ses études à l'école catholique St Leonard à Durham. Il est diplômé de la London School of Economics où il obtient un baccalauréat ès sciences en économie en 1985.
Il rejoint PricewaterhouseCoopers en 1985 en tant qu'analyste financier, devenant Expert-comptable en 1990, et est nommé directeur principal en 1992 jusqu'à son élection au Parlement.

## Carrière parlementaire
Hoban rejoint le Parti conservateur en 1980 et, en 1989, est élu trésorier de l'Association conservatrice de Southampton Itchen, jusqu'à ce qu'il soit élu vice-président de l'Association pour deux ans en 1991.
Il est directeur de campagne pour le député conservateur local Christopher Chope aux Élections générales britanniques de 1987 et de 1992.
Il se présente au siège de South Shields aux élections générales de 1997, terminant à la deuxième place, 22 153 voix derrière le député travailliste sortant, David Clark.
Il est élu à la Chambre des communes à l'élection générale de 2001 dans le Hampshire pour Fareham après la retraite du député conservateur Peter Lloyd.
Hoban conserve le siège avec une majorité de 7009 voix et y reste député jusqu'en 2015. Il prononce son premier discours le 4 juillet 2001, dans lequel il rappelle l'un de ses prédécesseurs de Fareham, Arthur Lee, qui a fait don de la maison de campagne du Premier ministre, Chequers, à la nation en 1921.
Au Parlement, il est membre du comité restreint de la science et de la technologie pendant deux ans à partir de 2001. Il est nommé whip de l'opposition par Iain Duncan Smith en 2002, et promu par Michael Howard en 2003 comme porte-parole sur l'éducation. Après l'élection de David Cameron à la tête du parti en 2005, Hoban est Secrétaire financier du Trésor fantôme.
Après les élections générales de mai 2010, Hoban est nommé secrétaire financier de l'équipe de trésorerie de George Osborne. Ses responsabilités comprennent la politique des services financiers, notamment la réforme et la réglementation des services bancaires et financiers, la stabilité financière, la compétitivité des villes, les marchés de gros et de détail au Royaume-Uni, en Europe et à l'étranger; la Financial Services Authority (FSA); UK Financial Investments (UKFI); et la politique d'épargne personnelle et de retraite. Il assiste le chancelier sur les questions financières européennes et internationales plus larges.
Il est également président du groupe parlementaire associé sur les affaires, les finances et la comptabilité, jusqu'à ce que le député Ian Wright lui succède .
En septembre 2012, Hoban est transféré du Trésor au Département du travail et des pensions. L'évaluation de la capacité de travail dont Hoban a la responsabilité est fortement critiquée  en raison de son taux d'échec de plus de 30% de renversements de décisions en appel et parce que «les descripteurs utilisés pour bénéficier d'un soutien à long terme sont si limités que presque personne le fait". En juillet 2013, le département de Hoban demande à PricewaterhouseCoopers de «fournir des conseils indépendants sur le renforcement des processus d'assurance qualité dans toutes ses évaluations de santé et d'incapacité». Il quitte les bancs du gouvernement en octobre 2013.
Hoban voté contre la possibilité pour les couples homosexuels d'adopter des enfants en 2002  et contre les règlements sur l'égalité en matière d'emploi (orientation sexuelle) en 2003. En 2013, Hoban prend part à une discussion sur la législation anti-gay de la Russie avec l'acteur Simon Callow et déclare: "Nous avons vu un changement d'attitude des gens au Royaume-Uni et cela s'est accéléré avec le temps ... vous pouvez avoir des changements assez rapides dans ces zones. " .
Hoban annonce qu'il se retire à l'élection générale de 2015, et prend des responsabilités dans les conseils d'administration de trois entreprises .

## Vie privée
Il est marié à Fiona Jane Barrett depuis août 1994 et ils vivent dans la circonscription de Locks Heath.
Il est associé de l'Institute of Chartered Accountants en Angleterre et au Pays de Galles depuis 1988. Hoban est catholique et assiste régulièrement à la messe à la paroisse catholique St. Margaret Mary à Park Gate.